# John Tonje
John Herbert Tonje (Omaha, Nebraska, 23 de abril de 2001) es un baloncestista con doble nacionalidad, estadounidense y camerunesa que pertenece a la plantilla de los Utah Jazz de la NBA. Con 1,96 metros de estatura, juega en la posición de escolta.

## Trayectoria deportiva

### Universidad
Jugó cuatro temporadas con los Rams de la Universidad Estatal de Colorado, en las que promedió 8,6 puntos y 2,9 rebotes por partido. Decidió ingresar al portal de transferencias de la NCAA después de su cuarta temporada debido al año adicional de elegibilidad por la regla surgida por la pandemia de COVID-19.
Decidió ser transferido a los Tiguers de la Universidad de Missouri. Solo apareció en ocho partidos con los Tigers debido a una lesión en el pie que terminó la temporada. En ese momento estaba promediando 2,6 puntos por partido, con muy pocos minutos de juego. Le fue concedido un sexto año de elegibilidad a causa de la lesión que le dejó fuera casi toda la temporada, volviendo al portal de transferencias.
Originalmente se comprometió con New Mexico Lobos, pero menos de una semana después se desvinculó de Nuevo México y se comprometió con los Badgers de la Universidad de Wisconsin. En su cuarto partido con los Badgers ante los Arizona Wildcats, anotó 41 puntos, la cuarta mejor anotación de la historia de la universidad. También rompió el récord de tiros libres en un solo partido de Wisconsin con 21. Fue incluido por unanimidad en el mejor quinteto de la Big Ten Conference, y en el segundo equipo consensuado All-American.

#### Estadísticas
| Año     | Equipo         | PJ  | PT | MPP  | %TC  | %3P  | %TL   | RPP | APP | ROB | TPP | PPP  |
| ------- | -------------- | --- | -- | ---- | ---- | ---- | ----- | --- | --- | --- | --- | ---- |
| 2019–20 | Colorado State | 31  | 0  | 8.4  | .461 | .435 | .677  | 1.0 | .3  | .2  | .0  | 3.6  |
| 2020–21 | Colorado State | 28  | 1  | 20.2 | .389 | .313 | .857  | 2.9 | .8  | .4  | .2  | 6.6  |
| 2021–22 | Colorado State | 30  | 12 | 25.3 | .461 | .364 | .821  | 3.0 | .9  | .4  | .2  | 9.1  |
| 2022–23 | Colorado State | 33  | 33 | 31.3 | .473 | .389 | .815  | 4.7 | 1.3 | .8  | .3  | 14.6 |
| 2023–24 | Missouri       | 8   | 4  | 9.8  | .500 | .333 | 1.000 | .9  | .4  | .3  | .1  | 2.6  |
| 2024–25 | Wisconsin      | 37  | 37 | 31.1 | .465 | .388 | .909  | 5.3 | 1.8 | .7  | .2  | 19.6 |
| Total   | Total          | 167 | 87 | 23.0 | .457 | .378 | .858  | 3.4 | 1.0 | .5  | .2  | 10.8 |

### Profesional
Fue elegido en la quincuagésimo tercera posición del Draft de la NBA de 2025 por los Utah Jazz.